# Видин (Горж)
Видин (рум. Vidin) насеље је у Румунији у округу Горж у општини Жупанешти. Oпштина се налази на надморској висини од 188 m.

## Становништво
Према подацима из 2002. године у насељу је живело 324 становника, од којих су сви румунске националности.